# Korfbalvereniging Fortuna
El Korfbalvereniging Fortuna és un club de corfbol de Delft (Països Baixos) fundat el 3 de febrer de 1957. Disputa els seus partits com a local al Fortunahal. Ha guanyat la Copa d'Europa en dues ocasions (2004 i 2005)